# Czobori Károly
Czobori Károly (szlovákul: Karol Cobori, Holics, 1865. december 31. – Pozsony, 1954. szeptember 4.) zenei kultúrszervező, szakolcai és 1919-1928 között nyitrai polgármester.

## Élete
A szakolcai gimnáziumban tanult. Előbb számvevő, jegyző, majd polgármester Szakolcán. 1901-től a szakolcai önkéntes tűzoltószervezet elnöke.
A csehszlovák államfordulat után, 1919-ben az új hatalom Nyitra polgármesterévé nevezték ki. Polgármestersége alatt a város nagy fejlesztéseken ment keresztül, új lakóépületek épültek, új központi ivóvízhálózat készült, felépült a polgári iskola, átépült a kereskedelmi akadémia, Vörös Kereszt állomás létesült, mészárszék épült, illetve a nyitrai hidat is felújították. A város kulturális életében is tevékenyen részt vett. 1929-ben a városi zeneiskola alapítója és kuratóriumi tagja.
Az Občianska beseda zenekar karmestere, illetve a Szlovákiai Tartományi Városok és Falvak Szövetségének elnöke volt.
Az 1930-as évektől Pozsonyban élte nyugdíjas éveit.

## Emléke
- Nyitrán utca viseli nevét[4]

## Műve
- 1928 Hasičský pochod na slová M. Braxatorisa-Sládkoviča (tűzoltó induló)